# Czerniaty (osada wojskowa)
Czerniaty – dawna osada wojskowa. Tereny, na których leżała, znajdują się obecnie na Białorusi, w obwodzie mińskim, w rejonie miadzielskim, w sielsowiecie Miadzioł.

## Historia
W dwudziestoleciu międzywojennym osada leżała w Polsce, w województwie wileńskim, w powiecie duniłowickim (od 1926 postawskim), w gminie Mańkowicze (od 1927 gmina Hruzdowo). W miejscowości zamieszkali następujący osadnicy wojskowi: szer. Antoni Chojnowski, st. szer. Piotr Czapiński, sierż. Władysław Domański, bomb. Kazimierz Drozdowski, st. szer. Antoni Mincel, szer. Konstanty Miszkiel, st. szer. Jan Rydwański, kpr. Władysław Szyk. 
W 1931 w 13 domach zamieszkiwały 83 osoby.
Miejscowość należała do parafii rzymskokatolickiej w Hruzdowie i prawosławnej w Mańkowiczach. Podlegała pod Sąd Grodzki w Postawach i Okręgowy w Wilnie; właściwy urząd pocztowy mieścił się w Mańkowiczach.
W 1938 roku osada należała do gromady Czerniaty gminy Hruzdowo.